# SPAED Vol.2
『SPAED Vol.2』（スペイド・ボリュームツー）はspAedの2枚目のアルバム。

## 内容
前作の「SPAED Vol.1」の続編にあたる2枚目のオリジナル・アルバム。ボーカルの片山圭司が当バンド解散までの間は名義が本名と同じ読みの「片山景詞」となっている。

## 批評
CDジャーナルは「本作も（片山による）ボーカルの重低音な響きを持つドスの効いた声を生かしたロックが弾けている」と評した。

## 収録曲
全編曲：spAed
1. Desolation
作詞：片山景詞
作曲：広瀬さとし
2. Requiem
作詞：エリック・ゼイ・片山景詞
作曲：片山景詞
3. Nakid Wolf
作詞：片山景詞
作曲：広瀬さとし
4. RUM
作詞：片山景詞
作詞：山下昌良・広瀬さとし
5. The Age of Illusion
作詞・作曲：広瀬さとし
6. Orchid
作詞：片山景詞
作曲：広瀬さとし
7. TIN TOY
作詞：片山景詞
作曲：広瀬さとし・エリック・ゼイ
8. Tramontana
作詞：広瀬さとし
作曲：片山景詞
9. Private Satisfaction
作詞：片山景詞
作曲：広瀬さとし・山下昌良
10. Ballade
作詞：片山景詞・エリック・ゼイ
作曲：エリック・ゼイ・広瀬さとし